# Santiago de Chiquitos
Santiago de Chiquitos ist eine Ortschaft im Departamento Santa Cruz im südamerikanischen Anden-Staat Bolivien.

## Lage
Santiago de Chiquitos ist zentraler Ort des Kanton Santiago de Chiquitos im Municipio Roboré in der Provinz Chiquitos. Die Ortschaft liegt auf einer Höhe von 622 m am Südwestrand der Serranía Santiago, die sich mit beeindruckenden Felsformationen bis auf über 900 m Höhe erhebt.

## Geographie
Santiago de Chiquitos liegt im östlichen bolivianischen Tiefland zwischen dem Chiquitos-Hügelland und dem langgestreckten Höhenrücken der Serranía Santiago.
Die mittlere Durchschnittstemperatur der Region liegt bei 26 °C, der Jahresniederschlag beträgt etwa 1100 mm (siehe Klimadiagramm Roboré). Die Region weist ein tropisches Klima mit ausgeglichenem Temperaturverlauf auf, die Monatsdurchschnittstemperaturen schwanken nur unwesentlich zwischen 22 °C im Juni und 28 °C von Oktober bis Januar. Die Monatsniederschläge liegen zwischen unter 35 mm in den Monaten Juli und August und über 160 mm im Dezember und Januar.

## Geschichte

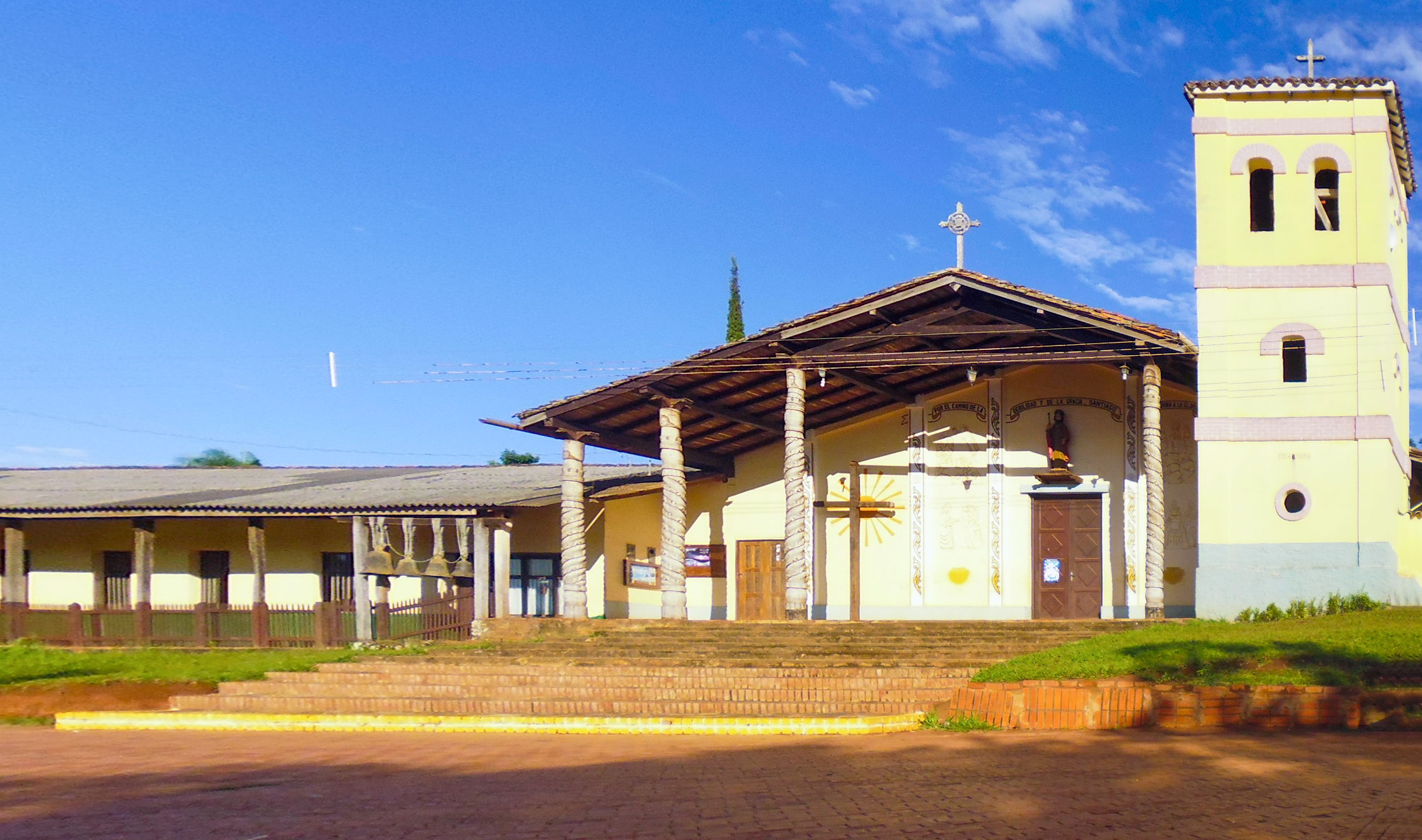
Die Kirche von Santiago de Chiquitos

Vor der Ankunft der Europäer lebten an der Stelle des heutigen Santiago de Chiquitos Indigene der Völker guarañoca und tapii. Aufgrund räuberischer Überfälle der Indigenen auf die erste europäische Jesuitenmission wurde diese von ihrer ursprünglichen Stelle Mitte des 18. Jahrhunderts an den heutigen Ort verschoben, der, von Bergen umgeben, besser geschützt war. Nachdem die Jesuiten vertrieben worden waren, kamen weltliche Gouverneure, die den Indigenen mit Gewalt begegneten und sie auslöschten, wo sie sie antrafen. Von den Missionsgebäuden blieb nach späteren Attacken nur die Kirche übrig.

## Verkehrsnetz
Santiago de Chiquitos liegt in einer Entfernung von 467 Straßenkilometern östlich von Santa Cruz, der Hauptstadt des Departamentos.
Von Santa Cruz aus führt die asphaltierte Nationalstraße Ruta 4 in östlicher Richtung über Cotoca, Pailón und San José de Chiquitos nach Roboré und weiter bis Puerto Suárez an der brasilianischen Grenze. Acht Kilometer südöstlich von Roboré zweigt eine unbefestigte Landstraße von der Ruta 4 in nordöstlicher Richtung ab und erreicht nach 14 km Santiago de Chiquitos.

## Bevölkerung
Die Einwohnerzahl der Ortschaft ist in den vergangenen beiden Jahrzehnten um knapp die Hälfte angestiegen:
| Jahr | Einwohner | Quelle       |
| ---- | --------- | ------------ |
| 1992 | 1345      | Volkszählung |
| 2001 | 1258      | Volkszählung |
| 2012 | 1927      | Volkszählung |
| 2024 |           | Volkszählung |